# Mondercange

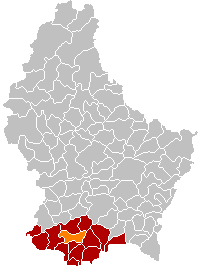
Mondercange markerad med orange i karta över Luxemburg

Mondercange (luxemburgska:Monnerech, tyska: Monnerich) är en kommun och en stad i Esch-sur-Alzette i Luxemburg. Antalet invånare är 6 351. Arean är 21,4 kvadratkilometer.

## Byar
- Bergem
- Foetz
- Pontpierre